# Fontaine Cuvier
La fontaine Cuvier és un monument parisenc situat a l'angle de la rue Linné i del 20 rue Cuvier, de cara al Jardí de les Plantes, al 5è districte. Realitzada el 1840 per l'arquitecte Vigoureux, aquesta font ret homenatge a Georges Cuvier. Representa una jove dona portant tauletes a les que hi ha inscrita la divisa de Cuvier: Rerum cognoscere causas, acompanyada d'un lleó i d'animals marins i amfibis. S'hi pot veure un cocodril girant el cap, efecte estilístic de l'artista, ja que és impossible per a aquests animals realitzar aquest gest.

## Galeria

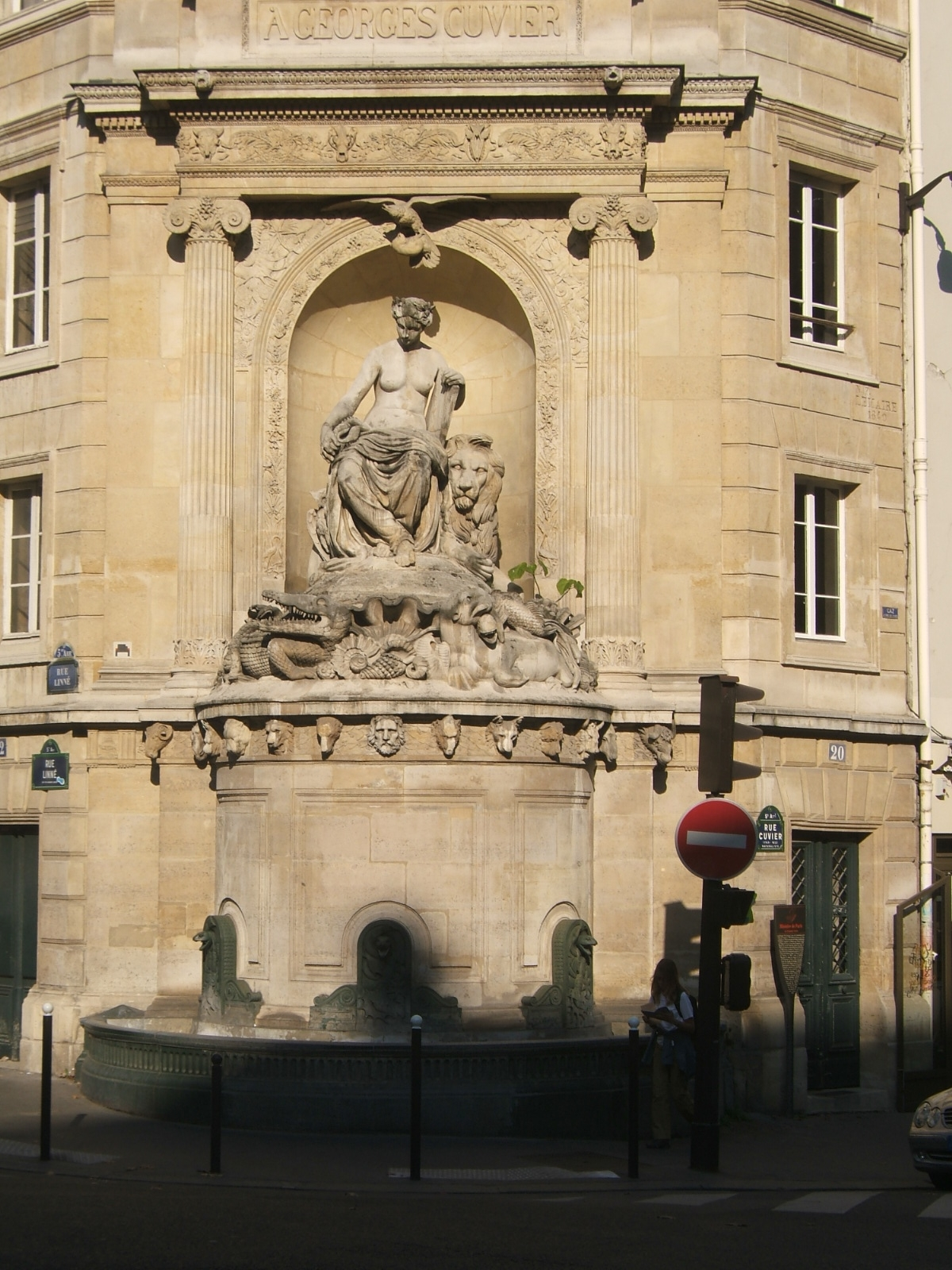
Fontaine Cuvier
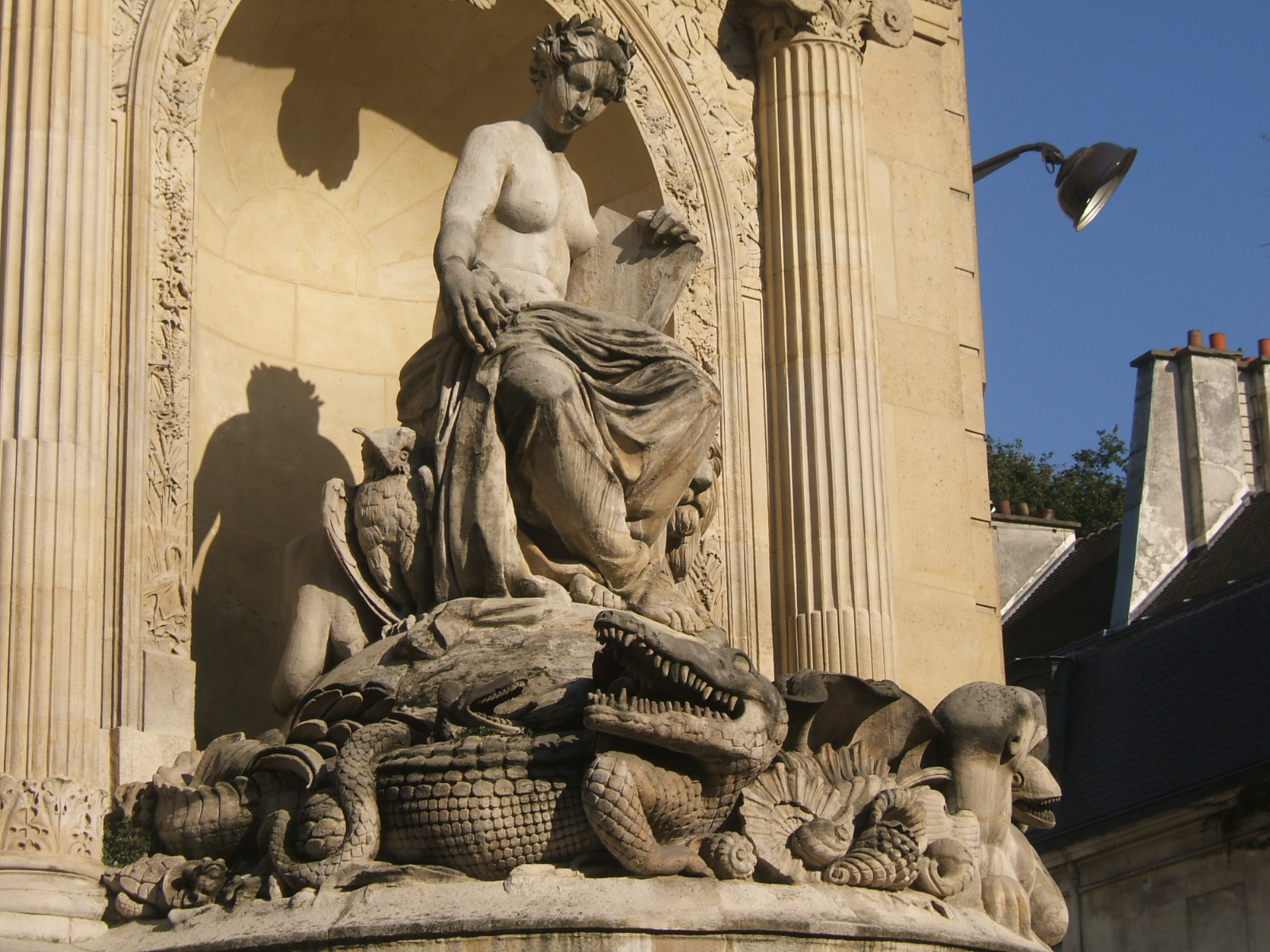
Grup escultòric